# František Dlouhý (přírodovědec)
Prof. František Dlouhý (* 27. dubna 1852, Praha - † 18. října 1912, Brno) byl český přírodovědec, středoškolský pedagog, spisovatel, hudebník, skladatel a entomolog – především koleopterolog.

## Život
Narodil se v Praze. Po ukončení základní školy pokračoval ve studiu na nižší reálce v Poličce a na polytechnickém ústavu v Praze, který dokončil v roce 1871. V roce 1872 nastoupil jako učitel na nižší reálce v Poličce, v roce 1874 jako zastupující učitel na c.k. českém ústavu ku vzdělání učitelů v Brně, kde působil až do své smrti – od roku 1892 jako řídící učitel. V roce 1908 byl jmenován zemskou školní radou definitivním úředníkem VII. hodnosti. Působil jako redaktor Literárních listů a Vesny, od roku 1889 redigoval Moravskou bibliotéku. Publikoval také knižně, napsal například knihu O historickém vývoji tance a jeho kulturním významu, která vyšla v Praze v roce 1880. Vydal skladbu Šumavský trojlístek pro 2 klarinety a fagot.
Zemřel v Brně v roce 1912. Pohřben je na Ústředním hřbitově města Brna.

## Entomologické aktivity
V entomologii se zabýval především brouky. Své nejvýznamnější dílo vydal pod názvem Brouci: soustavný popis nejdůležitějších českých brouků, s návodem kterak zakládat sbírky brouků. Tato kniha vyšla v několika vydáních v nakladatelství I. L. Kober v Praze. Přestože ve své době byla spolu s několika dalšími podobnými díly téměř jedinou českou publikací zabývající se brouky a významnou pro jejich určování, neměla pro zkušenější sběratele příliš velký význam, neboť měla především popularizační charakter. Význam pro obor koleopterologie tak měla zejména pro začátečníky, doporučována byla c.k. ministerstvem kultu a vyučování učitelským sborům též jako vhodnou učebnici pro střední i měšťanské školy a ústavy učitelské.

## Galerie

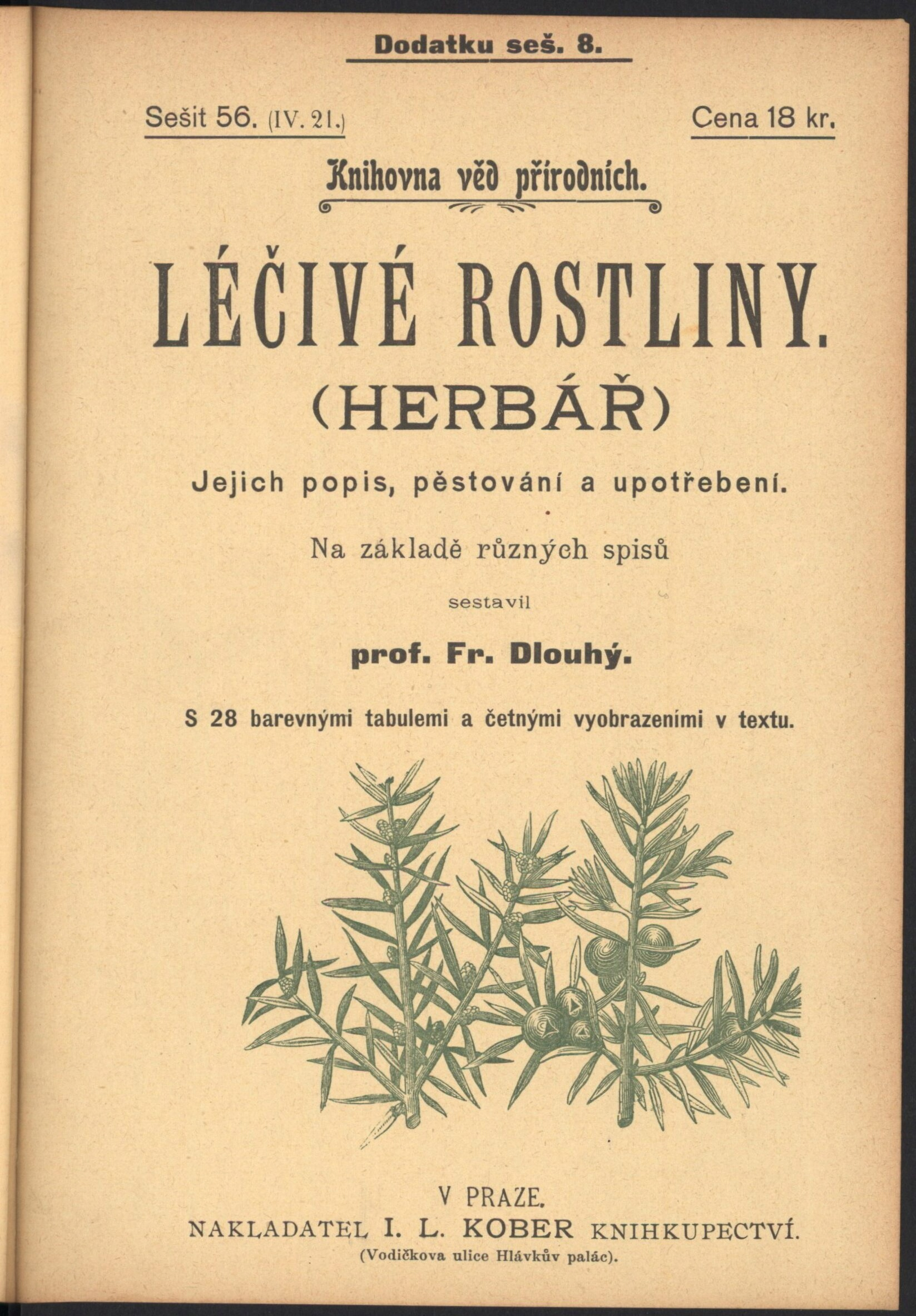
Léčivé rostliny (1900), obálka jednoho ze sešitů, v nichž dílo postupně vycházelo
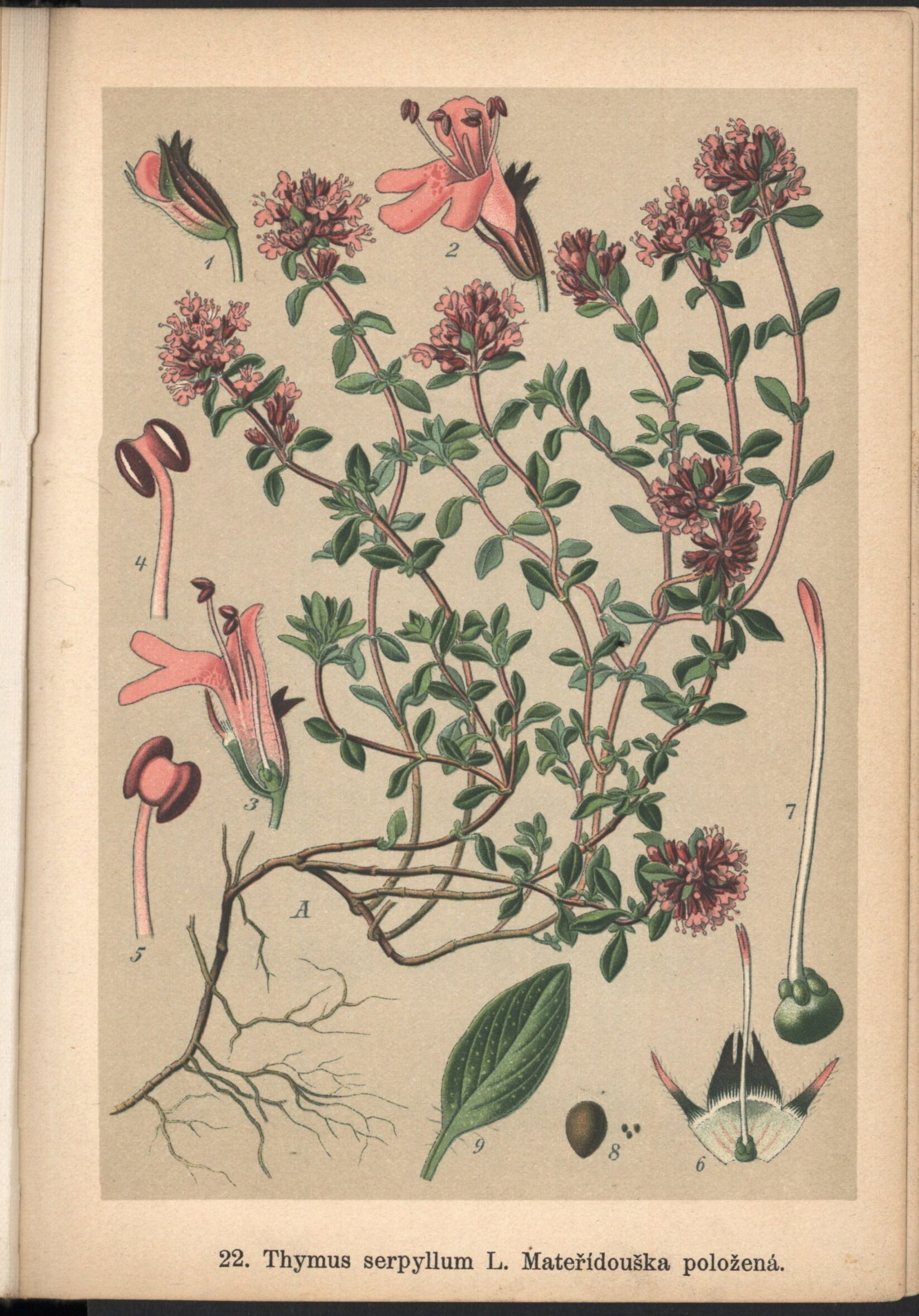
Léčivé rostliny (1900), ukázka barevné tabule
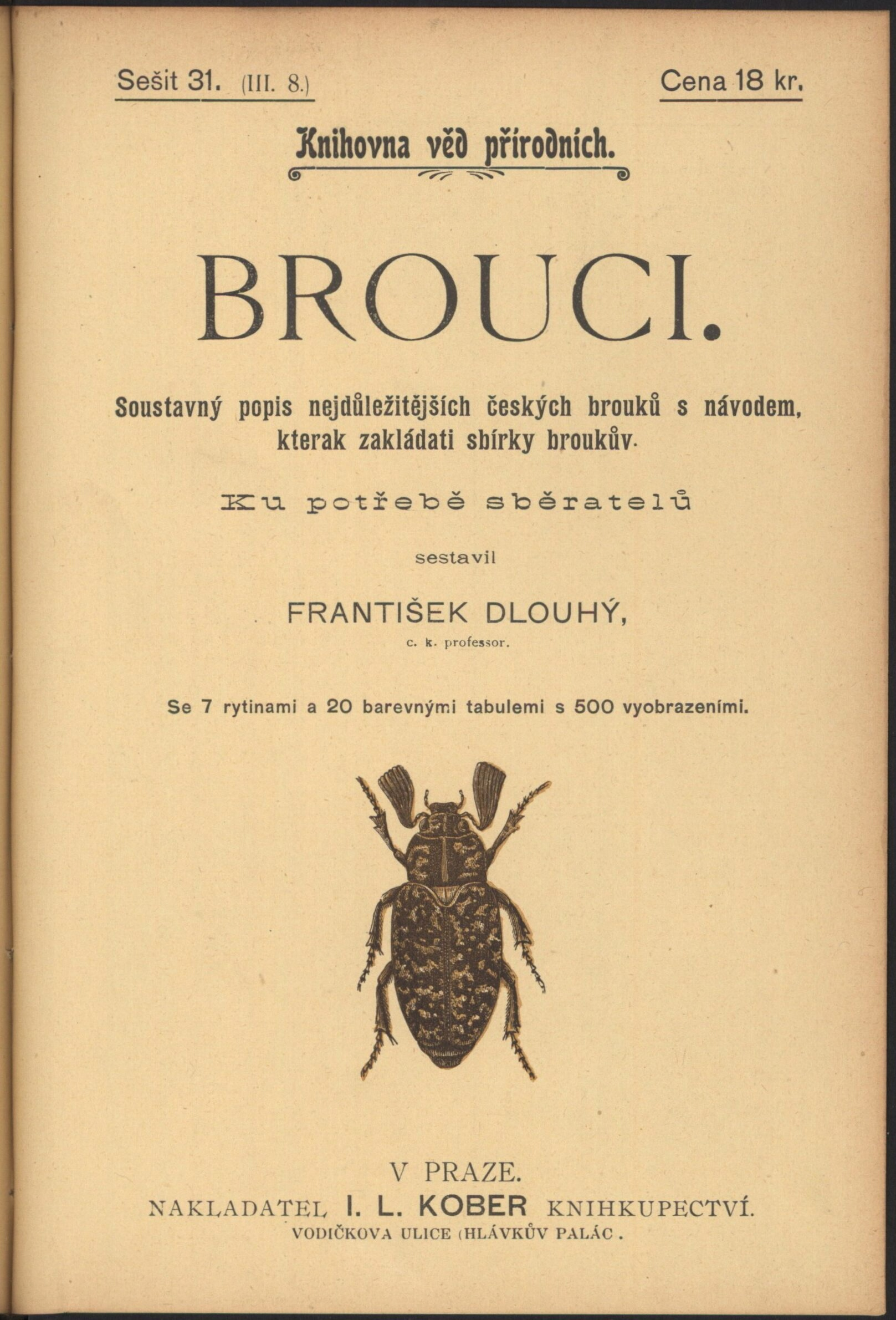
Brouci (1900), obálka jednoho ze sešitů, v nichž dílo postupně vycházelo
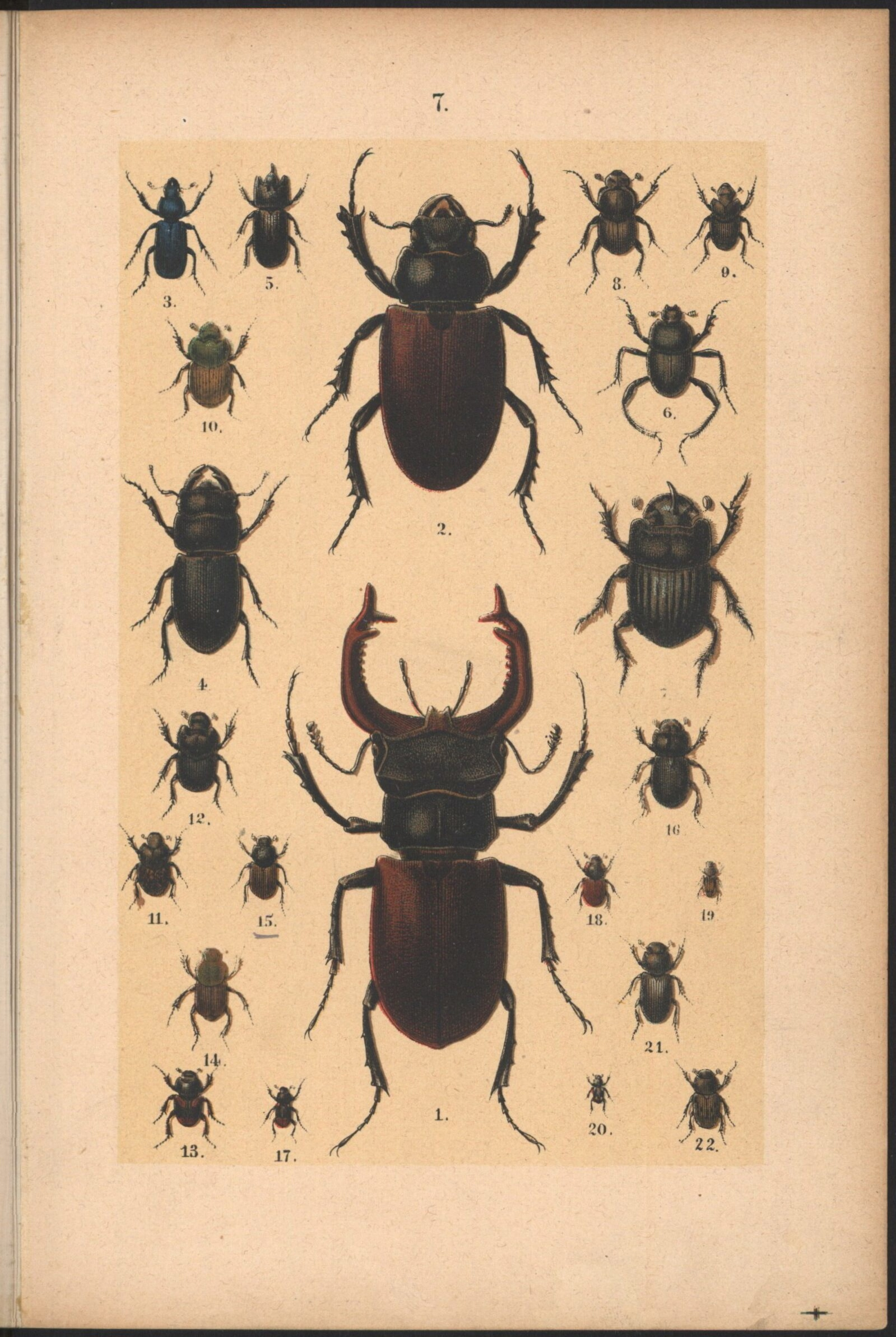
Brouci (1900), ukázka barevné tabule